# Dima Trofim
Dima Trofim (n. 14 ianuarie 1989, Chișinău, RSS Moldovenească, URSS) este un cântăreț, actor, dansator și om de televiziune român. A fost membru al trupei LaLa Band. Apare în mai multe emisiuni ale posturilor de televiziune românești Antena 1 și Antena Stars.

## Biografie
Dima Trofim s-a născut pe 14 ianuarie 1989 în Chișinău, Republica Moldova. A absolvit Liceul „Mihai Viteazu” și Academia de Muzică, Teatru și Arte Plastice din Chișinău.

## Carieră
În 2008, Dima Trofim a participat la prima ediție a emisiunii-concurs Fabrica de Staruri din Republica Moldova, fiind unul dintre finaliștii ediției. Ulterior, Dima a părăsit Republica Moldova și s-a mutat în București. Dima a devenit cunoscut publicului românesc pentru rolul său în serialul TV Pariu cu viața, respectiv ca fost membru al formație de dance/pop-rock Lala Band, cât și în serialul care i-a avut ca protagoniști tot pe cei din Lala Band, O nouă viață. De atunci, Dima Trofim a lansat trei single-uri, „Cerșesc iubire”, „Stai cu mine” și „Urzici”, iar în 2016, a colaborat cu artista Amna pentru piesa „Cireș de mai”. Piesa a fost în top Media Forest România și în top 40 Kiss FM timp de 14 săptămâni.
În 2017, Dima Trofim a participat la audițiile celui de-al șaptelea sezon al emisiunii-concurs Vocea României, interpretând piesa „Farytale” a lui Alexander Rybak. Dintre cei patru antrenori, doar Loredana Groza și Smiley s-au întors pentru a-i oferi un loc în echipă, iar artistul a ales să facă parte din echipa lui Smiley. În a doua etapă a emisiunii, cea a „confruntărilor”, Dima a fost eliminat din competiție.
În trecut, Dima a mai participat la emisiuni-concurs precum Dansez pentru tine (sezonul 14), Ferma vedetelor (sezonul 1), Te cunosc de undeva! (sezonul 10) și Ultimul trib (sezonul 1).

## Discografie

### Single-uri
- „Angel” (2012)
- „Cerșesc iubire” (2014)
- „Stai cu mine” (2014)
- „Cireș de mai” feat. Amna (2016)
- „Urzici” (2017)

## Filmografie

### Seriale TV
| An        | Titlu          | Rol         | Canal TV |
| --------- | -------------- | ----------- | -------- |
| 2011–2013 | Pariu cu viața | Dima Trofin | Pro TV   |
| 2014      | O nouă viață   | Dima Trofin | Acasă TV |